# Гносс
Гносс (давньосканд. «скарб») — у норвезькій міфології Гносс є дочкою Фрейї і Ода. Майже ідентична сестра Ґерсемі.

## Міфологія
Вона — богиня бажання і хіті. У «Видінні Ґюльві» сказано: 
«Вона така мила, що все, що є прекрасним і цінним, є скарбом від її імені». 
Деякі навіть перекладали її ім'я як «коштовність» або «дорогоцінний камінь».
У «Видінні Ґюльві» Високий (Одін) говорить про те, що Фрейя із деяким Одом, від кого народила двох доньок, і одну звали Гносс. За словами Високого, Гносс була настільки чесна та щира, що тепер її імене звуть все, що прекрасне та цінне. 